# 郊遊 (電影)
《郊遊》，是蔡明亮的第10部劇情長片，於2013年出品。
本片入圍第70屆威尼斯影展、第38屆多倫多影展、第51屆紐約影展、第50屆金馬獎與第56屆亞太影展，同時獲選為2013年金馬國際影展開幕片，也是蔡明亮繼《愛情萬歲》、《不散》、《黑眼圈》後第四度角逐威尼斯影展金獅獎，並獲得威尼斯影展評審團大獎、亞太影展最佳音效獎。李康生憑藉此片榮膺金馬、亞太影帝。
蔡明亮亦公開表示此片應為創作的最後一部劇情片，未來將專注於「更像藝術品」的電影與短片作品。

## 劇情綱要
《郊遊》描述一名失業的父親，他的妻子因貧困難耐，離開了他與孩子。直到連房租也負擔不起的時候，他便開始過著居無定所的日子，從郊區的樹林，到河堤，再到市區布滿雨漬的街道，再到少人照管的荒蕪地區。他獲得在街頭舉廣告牌的工作，每天在城市中遊走，他的孩子就在附近的大樓遊蕩，在超級市場商品中穿梭玩耍。本片以視覺呈現商業繁榮背後，人心的空洞與荒蕪。

## 評價
- 多倫多影展《郊遊》推薦詞：「該片大膽地展示出蔡明亮的招牌技法——刻意拉長的、活人畫般且經常無語的場景鏡頭；粗俗而神秘的生理幽默；過於強烈以致無法倉促帶過的情感（畢竟，真實的流淚需要一段緩慢的時間），以致它很少依賴語言或文化智識，僅在純粹直覺的層面就足以深深打動我們。」

- 紐約林肯中心《郊遊》推薦詞：「蔡明亮的這部日常啟示錄中雖有真正的流浪狗出現，但標題顯然更指向主要人物，他們在現代世界的粗糙邊緣極為痛苦地生活著。本片內涵豐富：極簡主義的敘事內容和語法，同樣強烈的視覺與情感力量足以撼動人心，它的憤怒與悲憫同樣驚人的純粹。本片無疑是這位傑出藝術家最好的作品。」

- 泰國導演阿比查邦·韋拉斯塔古的《郊遊》觀後感：「蔡明亮的新片《郊游》悄悄试映。这部探索家的影片汹涌着看不见的幽灵魅影，魑魅魍魉乱舞，我哭了。」(A sneak preview of Tsai Ming-liang's Stray Dogs. the film about home is surged with invisible phantoms. I cried.)

- 威尼斯影展主席阿貝托·巴貝拉（義大利語：Alberto Barbera）：「蔡明亮的《郊遊》，電影裡面只有沉思，電影的深度在電影的框架內，那些圖片讓你不得不看上好幾分鐘，它讓你重新找尋世界的密度。而如今的一些觀眾並沒有習慣這樣去做。」

- 第50屆金馬獎評審團主席李安：誇讚男主角李康生唱〈滿江紅〉時「他開腸剖肚地演，把在台灣生活的嘔，活生生地讓人看到。」

## 獎項
| 主辦單位           | 獎項       | 受獎者                 | 階段／結果 |
| ------------------ | ---------- | ---------------------- | ---------- |
| 第70屆威尼斯影展   | 金獅獎     | 《郊遊》 台灣、法國    | 提名       |
| 第70屆威尼斯影展   | 評審團大獎 | 《郊遊》 台灣、法國    | 獲獎       |
| 第50屆金馬獎       | 最佳劇情片 | 《郊遊》 台灣、法國    | 提名       |
| 第50屆金馬獎       | 最佳導演   | 蔡明亮                 | 獲獎       |
| 第50屆金馬獎       | 最佳男主角 | 李康生                 | 獲獎       |
| 第50屆金馬獎       | 最佳攝影   | 廖本榕、宋文忠、呂慶鑫 | 提名       |
| 第50屆金馬獎       | 最佳音效   | 杜篤之、郭禮杞         | 提名       |
| 第56屆亞太影展     | 最佳劇情片 | 《郊遊》 台灣、法國    | 提名       |
| 第56屆亞太影展     | 最佳導演   | 蔡明亮                 | 提名       |
| 第56屆亞太影展     | 最佳男主角 | 李康生                 | 獲獎       |
| 第56屆亞太影展     | 最佳攝影   | 廖本榕、宋文忠、呂慶鑫 | 提名       |
| 第56屆亞太影展     | 最佳音效   | 杜篤之、郭禮杞         | 獲獎       |
| 第八屆亞洲電影大獎 | 最佳電影   | 《郊遊》 台灣、法國    | 提名       |
| 第八屆亞洲電影大獎 | 最佳導演   | 蔡明亮                 | 提名       |
| 第八屆亞洲電影大獎 | 最佳男主角 | 李康生                 | 提名       |
| 第八屆亞洲電影大獎 | 最佳攝影   | 廖本榕、宋文忠、呂慶鑫 | 提名       |
| 2014年台北電影節   | 最佳男主角 | 李康生                 | 獲獎       |

## 拍攝場景
- 台灣 新北市新莊區 副都心重劃區一帶
- 舊台中糖廠

## 外部連結
- YouTube上的蔡明亮《郊遊》 Tsai Ming Liang Stray Dogs
- TRAILER E VIDEO DEL FILM   Stray Dogs (Jiaoyou)
- Stray Dogs Jiao You dir. Tsai Ming Liang
- Stray Dogs （页面存档备份，存于）
- 《郊遊 （页面存档备份，存于）》在香港雅虎的電影頁面（繁體中文）
- Yahoo奇摩電影上《郊遊》的資料（繁體中文）
- MSN娛樂上《郊遊》的資料（繁體中文）

- 開眼電影網上《郊遊》的資料（繁體中文）
- 豆瓣电影上《郊遊》的資料 （简体中文）
- 时光网上《郊遊》的資料（简体中文）
- AllMovie上《郊遊》的资料（英文）
- 爛番茄上《郊遊》的資料（英文）
- 香港影庫上《郊遊》的資料（繁體中文）
- 互联网电影数据库（IMDb）上《郊遊》的资料（英文）
- In conversation with Director Tsai Ming-Liang: Stray Dogs （页面存档备份，存于）